# Acanthosaura phuketensis
Acanthosaura phuketensis o acantosaurio de Phuket es una especie de iguanios de la familia Agamidae.

## Distribución geográfica yhábitat
Es endémica de Phuket (Tailandia). Su rango altitudinal oscila alrededor de 41 m s. n. m..